# Актобе (Байзакский район)
Актобе́ (каз. Ақтөбе) — село в Байзакском районе Жамбылской области Казахстана, входит в состав Сазтерекского сельского округа. Код КАТО — 313648400.

## География
Село расположено в западной части Байзакского района, в 15 километрах к северо-западу от районного центра села Сарыкемер, в 3 километрах к северо-востоку от административного центра сельского округа села Абай, и в 22 километрах к северу от областного центра города Тараз. Ближайшая железнодорожная станция Шайкорык — расположена в 17 километрах к югу от села (по дороге — 33 км). Соседние населённые пункты: Жанасаз в 3 километрах к югу, Абай в 3 километрах к юго-западу, Колькайнар в 4 километрах к западу. Транспортное сообщение осуществляется просёлочными дорогами, с выходами на автодороги КН-7 к востоку и КН-2 к западу. Высота центра населённого пункта — 505 метров над уровнем моря.

## Население
| Численность населения | Численность населения | Численность населения |
| 1989                  | 1999                  | 2009                  |
| --------------------- | --------------------- | --------------------- |
| 436                   | ↘349                  | ↗359                  |